# Musique sud-coréenne en 1996
Ce qui suit est une liste d'événements et de sorties qui sont survenus en 1996 dans la musique en Corée du Sud.

## Débuts et séparation de groupe en 1996

### Débuts
- Clon
- Goofy
- H.O.T.[1]
- Young Turks Club

### Débuts en solo
- Lee Ji-hoon
- Yangpa
- Lee Ki-chan
- Yoo Chae-yeong[2]

### Séparations
- Seo Taiji and Boys[3]
- Two Two

## Sorties en 1996

### Janvier
| Date | Titre        | Artistes/groupes | Genre(s)       |
| ---- | ------------ | ---------------- | -------------- |
| 1    | 쾌속(快速)   | Yoo Chae-yeong   | Ballade, dance |
| 1    | DJ2DOC       | DJ DOC           | Hip-hop, K-pop |
| 31   | 향토사랑노래 | Seol Woon-Do     | Trot           |

### Avril
| Date | Titre                | Artistes/groupes | Genre(s)            |
| ---- | -------------------- | ---------------- | ------------------- |
| 1    | Light Camera Action! | Solid            | K-pop, RnB, hip-hop |
| —    | Back to the Black    | R.ef             | K-pop, hip-hop      |

### Mai
| Date | Titre                    | Artistes/groupes | Genre(s)                |
| ---- | ------------------------ | ---------------- | ----------------------- |
| 1    | Are You Ready ?          | Clon             | K-pop, dance            |
| 10   | Because I'm Not with You | Im Chang-jung    | Ballade                 |
| 17   | Exchange                 | Kim Gun-mo       | K-pop, ballade coréenne |

### Juin
| Date | Titre          | Artistes/groupes | Genre(s)                                   |
| ---- | -------------- | ---------------- | ------------------------------------------ |
| 15   | All Systems Go | Roo'ra           | K-pop, hip-hop, pop, reggae, reggae fusion |

### Juillet
| Date | Titre         | Artistes/groupes | Genre(s)       |
| ---- | ------------- | ---------------- | -------------- |
| 1    | IT`s The Time | J.Y. Park        | K-pop          |
| 7    | Summer        | DJ DOC           | K-pop, hip-hop |

### Août
| Date | Titre         | Artistes/groupes | Genre(s)              |
| ---- | ------------- | ---------------- | --------------------- |
| 1    | Banana Shake  | SSAW             | Jazz fusion           |
| 14   | New Sensation | Turbo            | K-pop, dance, hip-hop |
| —    | 영턱스 클럽   | Young Turks Club | K-pop                 |

### Septembre
| Date | Titre                         | Artistes/groupes | Genre(s)                                   |
| ---- | ----------------------------- | ---------------- | ------------------------------------------ |
| 1    | Summer Jingle Bell            | J.Y. Park        | Ballade, dance                             |
| 7    | We Hate All Kinds of Violence | H.O.T.           | K-pop, dance, hip-hop                      |
| 20   | Pops and Party                | Roo'ra           | K-pop, hip-hop, pop, reggae, reggae fusion |

### Octobre
| Date | Titre                | Artistes/groupes | Genre(s)                  |
| ---- | -------------------- | ---------------- | ------------------------- |
| —    | Memories in Fall     | R.ef             | K-pop, hip-hop            |
| 1    | Park Mi Kyung Vol. 3 | Park Mi-Kyung    | Ballade, Eurohouse, K-pop |

### Novembre
| Date | Titre                      | Artistes/groupes | Genre(s)                    |
| ---- | -------------------------- | ---------------- | --------------------------- |
| 1    | Novice's Love              | Yangpa           | RnB, ballade                |
| 1    | Destined the Best          | Cool             | K-pop, dance-pop            |
| 1    | Kim Jong Seo V             | Kim Jong-Seo     | Rock, heavy metal           |
| 11   | Goofy 1st (A Lot and More) | Goofy            | K-pop                       |
| 25   | Rhythm Paradise            | Lee Ji-hoon      | NC                          |
| —    | Unchangeable               | Noise            | Musique électronique, K-pop |

## Décès
- Kim Kwang-seok, 31 ans, chanteur, ancien membre de Dongmulwon.

## Vente
| Artistes/groupes | Album                         | Vente     |
| ---------------- | ----------------------------- | --------- |
| DJ DOC           | DJ2DOC                        | 1 950 000 |
| Clon             | Are You Ready ?               | 1 120 000 |
| Kim Gun-mo       | Exchange                      | 1 810 000 |
| Turbo            | New Sensation                 | 800 000+  |
| H.O.T.           | We Hate All Kinds of Violence | 1 500 000 |

## Prix
| Artistes/groupes | Prix               | Catégorie               | Nomination | Résultat |
| ---------------- | ------------------ | ----------------------- | ---------- | -------- |
| Clon             | Seoul Music Awards | Prix Daesang            | Clon       | Lauréat  |
| Kim Gun-mo       | —                  | Prix Principal          | Kim Gun-mo | —        |
| —                | —                  | Prix des nouveaux venus | —          | —        |